# Rho Geminorum
Désignations
ρ Gem AB : BD+32°1562, GJ 274, HIP 36366, LTT 12027, SAO 60118

Rho Geminorum (en abrégé ρ Gem) est une étoile multiple de quatrième magnitude de la constellation zodiacale des Gémeaux, située à seulement un degré à l'ouest de la brillante Castor. Elle est distante d'environ ∼ 59 a.l. (∼ 18,1 pc) de la Terre.

## Description
Le système de Rho Geminorum comprend trois étoiles identifiées avec certitude, mais il pourrait exister au moins une composante supplémentaire dans ce système qui reste en fait assez mal connu.
Sa composante primaire, désignée Rho Geminorum A, est une étoile jaune-blanc de la séquence principale de type spectral F1V et d'une magnitude apparente de 4,18. Son âge est estimé à 2,1 milliards d'années et elle est 36 % plus massive que le Soleil. Le rayon de l'étoile est 66 % plus grand que le rayon solaire, elle est 5,5 fois plus lumineuse que le Soleil et sa température de surface est de 6 899 K. Elle tourne sur elle-même à une vitesse de rotation projetée de 59 km/s et elle apparaît relativement appauvrie en éléments plus lourds que l'hélium, sa métallicité ne valant approximativement que la moitié de celle du Soleil. L'étoile est suspectée d'être une binaire spectroscopique sur la base d'une possible variation de sa vitesse radiale, mais cela n'a jamais été confirmé.
La deuxième composante visible, Rho Geminorum B, est une étoile de magnitude 12,5. En date de 2006, elle était située à une distance angulaire de 1,2 seconde d'arc seulement et à un angle de position de 272° de Rho Geminorum A. On ne sait que peu de choses sur ce compagnon, si ce n'est qu'il montre un mouvement relatif lent par rapport à l'étoile primaire, ce qui indique qu'il lui est bien liée.

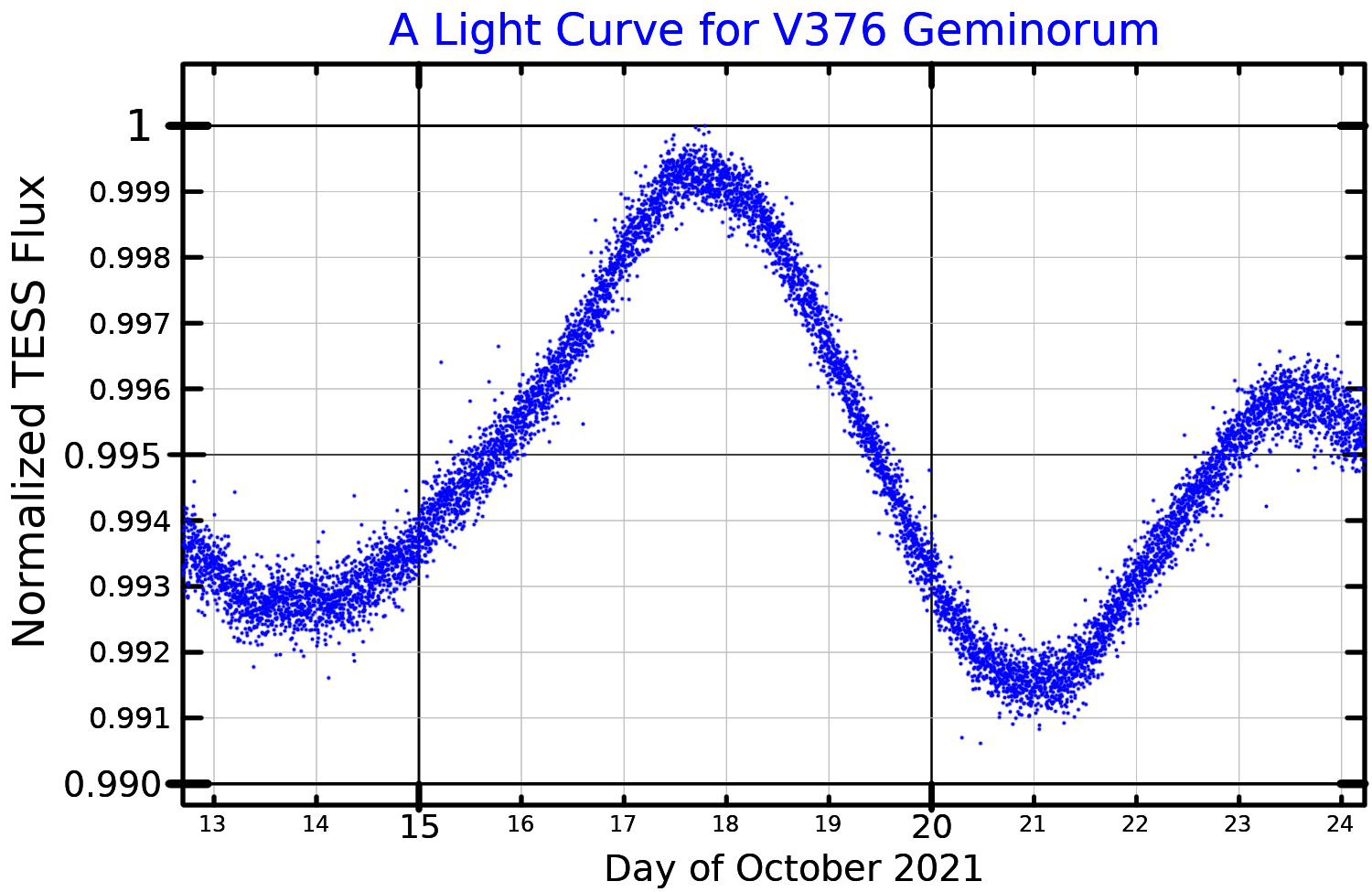
Courbe de lumière de V376 Geminorum, tracée à partir des données du satellite TESS et couvrant une période complète de 11,63 jours.

La troisième et dernière étoile visible, Rho Geminorum E, est une naine orange de type spectral K2,5V et de magnitude 7,71. En date de 2001, elle était située à une distance angulaire de 755,4 secondes d'arc (soit 12,59 minutes d'arc) et selon un angle de position de 255° de Rho Geminorum A, avec qui elle partage un mouvement propre et une parallaxe communes. C'est une étoile variable de type BY Draconis avec une période de 11,63 jours et une amplitude de trois centièmes de magnitude, qui porte également la désignation d'étoile variable de V376 Geminorum. Sa masse et son rayon valent 77 % ceux du Soleil,. Elle est 29 % aussi lumineuse que le Soleil et sa température de surface est de 4 948 K. 
L'étoile a elle-même été suspectée de posséder un compagnon, à partir des mesures du satellite Hipparcos, mais la combinaison de ces données avec celles du satellite Gaia, plus récentes, montrent que Rho Geminorum E est bien une seule étoile. Enfin, il existe deux étoiles supplémentaires recensées dans le catalogue d'étoiles doubles de Washington, parfois désignées C et D. Il s'agit de compagnons purement optiques, dont la proximité apparente avec le système n'est qu'une coïncidence.